# Aken (Elbe)
Aken (Elbe) è una città di 7 304 abitanti della Sassonia-Anhalt, in Germania.
Appartiene al circondario (Landkreis) di Anhalt-Bitterfeld (targa ABI).

## Geografia antropica

### Suddivisioni amministrative
Oltre alla città, il territorio di Aken (Elbe) comprende le 4 frazioni di Kleinzerbst, Kühren, Mennewitz e Susigke.

## Amministrazione

### Gemellaggi
- Erwitte, dal 1991[3]
- Anor, dal 1993[4]